# Румен Овчаров
Румен Стоянов Овчаров е български инженер-физик, икономист и политик от Българската комунистическа партия, сега Българска социалистическа партия. Той е министър на енергетиката и енергийните ресурси в правителството на Жан Виденов, депутат в XXXVIII, XXXIX, XL и XLI народно събрание на България, министър на икономиката и енергетиката в правителството на Сергей Станишев (2005 – 2007).
На 10 февруари 2023 г. Овчаров е санкциониран от правителството на САЩ по Закона „Магнитски“ заедно с други български висши държавни служители заради „широкото им участие в корупцията в България“.

## Биография

### Ранен живот и образование
Румен Овчаров е роден на 5 юли 1952 г. в Бургас. В периода 1979 – 1984 завършва висше образование в Московския институт по енергетика, специалност „Атомни електроцентрали и установки“ като инженер-физик. Работи в АЕЦ Козлодуй. Член е на Българската комунистическа партия (БКП). Завършва Висшия икономически институт „Карл Маркс“ (днес УНСС), специалност „Макроикономика“. Владее английски и руски език.

### Професионална и политическа кариера
От 1984 до 1986 е секретар на организацията на БКП в „Енергопроект“ и завеждащ отдел в районния комитет на БКП в Благоевски район на София. През 1986 – 1990 е заместник главен директор на „Енергопроект“. През 1990 – 1995 работи в Комитета за използване на атомната енергия за мирни цели, като главен експерт по ядрена безопасност и началник управление в „Ядрени инсталации“. През 1995 – 1996 е заместник-председател на Комитета по енергетика.
От 1996 до 1997 г. е министър на енергетиката и енергийните ресурси в правителството на Жан Виденов. През 1997 г. е ръководител на проект в Националната електрическа компания. Специализира в САЩ, Канада, Франция и Финландия. Става член на Висшия съвет на БСП. От 1997 до 2001 г. е народен представител в XXXVIII народно събрание. През 1999 г. е кандидат на БСП за кмет на София, но губи на първи тур от Стефан Софиянски. Избран е за заместник-председател на Висшия съвет на БСП. Член на Интернет общество - България от 12 май 2001 г.
От август 2005 г. е министър на икономиката и енергетиката в правителството на Сергей Станишев. Заради скандалните обвинения в корупция, на 5 май 2007 г. Румен Овчаров подава оставка и излиза в отпуск. Премиерът Сергей Станишев приема оставката на 2 юни същата година.
„Топлофикация – София“ (2006)
През 2006 г. Овчаров е замесен в аферата с Топлофикация София за източване на дружеството, първо защото като министър има свои представители в управлението и втори път когато в медиите е публикувано писмо от обвиняемия директор на Топлофикация – София в което той търси помощ от „Р. Овч.“
„Булгартабак холдинг“ (2007)
В началото на май 2007 г. директорът на Националната следствена служба (НСлС) Ангел Александров обявява пред медиите, че Овчаров го заплашва чрез посредници заради разследване на опит за скрита приватизация на Булгартабак холдинг. Александров е обвинен че е лобирал за частни интереси в „Булгартабак“, Държавния резерв и хазарта. Впоследствие министър-председателят Сергей Станишев уволнява двамата заместник-министри, замесени в скандала – на икономиката Корнелия Нинова и на бедствията и авариите Делян Пеевски, и праща Румен Овчаров в отпуска. Според Овчаров и Станишев, зад скандала стоят кръгове от БСП, свързани с бившите тайни служби, чиито икономически интереси са били накърнени.
Санкции по Закона „Магнитски“ (2023)
На 10 февруари 2023 г. правителството на САЩ санкционира Овчаров по Закона „Магнитски“ заедно с други български държавни служители заради „широкото им участие в корупцията в България“. Посочва се, че Овчаров „многократно е участвал в корупционни енергийни договори с руски енергийни компании, получавайки подкупи и други рушвети в замяна на договори с фиксирана цена за руски газ и ядрено гориво и договори за поддръжка на АЕЦ Козлодуй“, че откакто е станал министър на енергетиката е получил над пет милиона евро в сметки в офшорни банки, че въвеждането на ненужни посредници на пазара на електроенергия води до завишените цени на българската енергия. Посочва се, че Румен Овчаров, Александър Николов и Иван Генов (изпълнителни директори на АЕЦ „Козлодуй“), са „координирали персонални комисионни чрез корупционно пренасочване на договорите за услуги за АЕЦ „Козлодуй“ към собствените си бизнес интереси, избягвайки контрола от страна на български служители чрез офшорно управление“ и че бизнес договореностите от тези корупционни договори са продължили поне до 2020 г.

## Семейство
Румен Овчаров е женен за Иванка Райкова Овчарова, с три деца: Яна, Слав и Теодора.